# Wang Shuang
En aquest nom xinès, el cognom és Wang.
Wang Shuang (mort el 228), nom estilitzat Ziquan (子全), va ser un general de Cao Wei durant el període dels Tres Regnes de la història xinesa. Inicialment va participar en les batalles contra el cabdill oriental, Sun Quan, però va ser derrotat i capturat. Més tard, es va tornar a unir a Wei i va ser reassignat al front occidental contra Shu Han, morint en combat poc després.

## Biografia
Wang Shuang inicialment va servir com un oficial de menor rang sota Shang Diao, que era un general de menor importància del comandant general oriental de Cao Wei, Cao Ren. Quan Cao va dirigir una forta força d'expedició de diverses desenes de milers composta de cavalleria, marina de guerra i soldats d'infanteria per atacar general de Sun Quan, Zhu Ran, Shang va ser encarregat d'un atac d'amagat a l'Illa Mitjana, on residien les famílies enemigues. Wang va seguir a Shang, i van desembarcar en l'illa sense oposició. En aquest moment, Zhu era ocupat lluitant contra l'exèrcit principal de Wei, pel que va deixar als seus subordinats per encarregar-se de Wang Shang; després d'instruir-los de tendir paranys als enemics. Tal com estava previst, Wang i Shang entraren a una trampa preparada pels homes de Zhu i foren emboscats. Quan va tornar corrent a la vora, ell només es trobaren que els seus vaixell ja havien estat ocupats i la seva ruta de retirada segellada. Shang va lluitar fins a la mort, mentre que Wang va ser capturat en la batalla. 1.000 soldats de Wei moriren només en aquesta batalla, i la resta del destacament es va rendir.
Més tard, Wang va ser enviat de tornada Wei, igual que Niu Jin, que era també un antic súbdit de Cao Ren, i se'ls va reassignar al front occidental. Allí, Wang va esdevenir un general subordinat del comandant occidental de Cao Wei, Cao Zhen, i va assumir la responsabilitat de resistir a les invasions de Zhuge Liang. Durant la segona defensa contra l'agressió de Zhuge, els 1.000 defensors sota Hao Zhao repel·liren l'atac amb èxit, i Zhuge va començar a retirar-se després que ell es va assabentar que s'apropaven els reforços enemics. Creient que seria una oportunitat per a ell de fer-se un nom, Wang va encapçalar una unitat de cavalleria per empaitar a Zhuge, però va ser emboscat i matat per aquest últim. De fet, això li van donar una mica de pes en la novel·la de Luo Guanzhong, el Romanç dels Tres Regnes, on la seva valentia i art marcial foren molt exagerades.

## En la ficció
En la novel·la històrica del Romanç dels Tres Regnes es diu que Wang es va fer famós a tot Cao Wei per la seva arma característica, el martell de meteors. Wang Shuang va seguir en la lluita contra Shu Han a Chencang (en el qual estava a l'avantguarda sota Cao Zhen), on ell ferí greument al general enemic Zhang Yi; malgrat tot, va ser forçat enrere per Liao Hua i Wang Ping abans que ell pogués acabar amb ell. Wang Shuang això no obstant, va continuar la seva persecució bordejant de prop Hanzhong, però fou abatut per Wei Yan amb un atac amb fletxes de foc.